# Gilbert Schneider
Gilbert Schneider (Troisdorf, RFA, 4 de enero de 1965) es un deportista alemán que compitió para la RFA en piragüismo en la modalidad de aguas tranquilas.  Ganó dos medallas de bronce en el Campeonato Mundial de Piragüismo en los años 1986 y 1987.

## Palmarés internacional
| Campeonato Mundial | Campeonato Mundial | Campeonato Mundial | Campeonato Mundial |
| Año                | Lugar              | Medalla            | Evento             |
| ------------------ | ------------------ | ------------------ | ------------------ |
| 1986               | Montreal (Canadá)  | Medalla de bronce  | K4 500 m           |
| 1987               | Duisburgo (RFA)    | Medalla de bronce  | K4 10 000 m        |